# Кейзес (село)
Кейзес — село в Седельниковском районе Омской области. Административный центр Кейзесского сельского поселения.

## География
Стоит на месте впадения в реку Уй её притока — реки Кейзес.

## История
Основано в 1849 г..
В 1928 г. центр Кейзесского сельсовета Седельниковского района Тарского округа Сибирского края.

## Население
| 1926 | 2010 |
| ---- | ---- |
| 841  | ↗939 |

### Гендерный состав
По данным Всероссийской переписи населения 2010 года в гендерной структуре населения из 939 человек мужчин — 449, женщин — 490 (47,8 и 52,2 % соответственно).

### Национальный состав
В 1928 г. основное население — русские.
Согласно результатам переписи 2002 года, в национальной структуре населения русские составляли 96% от общей численности населения в 1104 чел..

## Инфраструктура
Личное подсобное хозяйство. В 1928 г. состояло из 169 хозяйств.
Основа экономики — сельское хозяйство.
Дом культуры, Кейзесская средняя школа.

## Транспорт
Село доступно автотранспортом.  